# أوليفييه رومينس
أوليفييه رومينس هو لاعب كرة قدم بلجيكي في مركز الوسط، ولد في 3 فبراير 1995 في بلجيكا. لعب مع Jong PSV ‏.

## وصلات خارجية
- أوليفييه رومينس على موقع اتحاد إستونيا (الإنجليزية)
- أوليفييه رومينس على موقع قاعدة بيانات كرة القدم.إي يو (الإنجليزية)
- أوليفييه رومينس على موقع Soccerway.com (الإنجليزية)
- أوليفييه رومينس على موقع عالم كرة القدم.نت (الإنجليزية)